# ザラ (重巡洋艦)
ザラ (Zara) は、イタリア海軍の重巡洋艦。ザラ級重巡洋艦の一艦。OTOラ・スペツィア造船所で建造された。1931年に竣工し、第二次世界大戦で沈没した。イタリア艦には珍しく、速度よりも防御力を重視した重装甲艦だった。

## 艦歴
1929年7月4日に起工、1930年4月27日に進水し1931年10月20日に竣工した。
1939年4月、アルバニア侵攻に参加。
イタリアの第二次世界大戦参戦時、ザラはターラントに配備されていた。1940年7月9日のカラブリア岬沖海戦に参加、11月のタラント空襲後はナポリへ移った。12月14日にナポリも空襲を受け重巡洋艦ポーラが損傷すると、15日にザラは重巡洋艦ゴリツィアと共にラ・マッダレーナへ移動。12月20日に2隻はナポリに戻り、12月23日にはターラントへ移動した。
だが1941年3月26日、ザラはエジプトのアレクサンドリアからギリシャへ向かうイギリス輸送船団を目標としてターラントより出撃、3月28日夜、重巡洋艦フィウメ、駆逐艦4隻と共に英空母フォーミダブルからの航空雷撃で航行不能に陥った重巡洋艦ポーラの救援に向かったが、そこでイギリス艦隊の攻撃を受けてポーラ、フィウメ共々ザラも撃沈された（マタパン岬沖海戦）。

## 艦名
艦名は、第一次大戦で取得したアドリア海沿岸の都市ザダル（現クロアチア）のイタリア語名であるザーラ (Zara) から取った。